# 檀芳邃
檀芳邃（？—？），字絍谷，山東兗州府東平州汶上縣人，明朝政治人物。

## 生平
山東壬午科鄉試舉人。萬曆二十年（1592年），登壬辰科第三甲第五十七名進士，仕至兵部主事。

## 家族
曾祖檀香；祖父檀光中；父檀孺。